# Itanhaém (tiểu vùng)
Itanhaém là một tiểu vùng thuộc bang São Paulo, Brasil. Tiều vùng này có diện tích 2012 km², dân số năm 2007 là 181203 người.